# پترورو ایرپینو
پترورو ایرپینو (به ایتالیایی: Petruro Irpino) یک کومونه در ایتالیا است که در استان آولینو واقع شده‌است.

## خصوصیات
پترورو ایرپینو ۳٫۱۱ کیلومترمربع مساحت و ۳۶۴ نفر جمعیت دارد و ۵۰۰ متر بالاتر از سطح دریا واقع شده‌است.